# Georg af Klercker
Ernst af Klercker, detto Georg (Kristianstad, 15 dicembre 1877 – Malmö, 13 novembre 1951), è stato un regista, sceneggiatore e attore svedese.
Georg af Klercker, discendente da una famiglia nobiliare svedese, è stato uno dei pionieri del cinema del paese, insieme a Victor Sjöström e a Mauritz Stiller.

## Biografia
Avviato alla carriera militare, Georg af Klercker l'ha dovuta abbandonare nel 1907 a causa di un'unione matrimoniale ritenuta inappropriata, ed ha iniziato a seguire la sua passione per il teatro.
Ingaggiato dalla compagnia teatrale di Hjalmar Selander ha debuttato nel ruolo di Ramsay in Fänrik Ståls sägner di Runeberg. Nel 1911 ha fondato la propria compagnia teatrale, della quale faceva parte la sua seconda moglie, Selma. Dopo un breve periodo al Teatro Reale Drammatico di Stoccolma ha lavorato come direttore dei teatri di posa della Svensk Filmindustri a Lidingö. Pochi mesi dopo ha diretto il suo primo film, Två bröder, che è stato vietato dalla rigida censura svedese da poco costituita, ma è uscito all'estero. Il suo secondo film è stato Dödsritten under cirkuskupolen, del 1912, nel quale avevano una parte, oltre a Selma e a Georg stesso, la stella dell'operetta Carl Barcklind. Il film ha avuto un gran successo a livello mondiale: ne furono vendute all'esterno della Svezia 250 copie, di cui 50 negli USA. Nel 1913 Klercker lavorava a För fäderneslandet, una produzione della Svensk Filmindustri insieme alla francese Pathé. Durante le riprese, la collaborazione fra le due case cinematografiche è venuta meno, e Klercker, schieratosi con la Pathé, ha portato a termine il film a Copenaghen. Da allora egli non ha più fatto ritorno agli studi di Lidingö, continuando a lavorare nell'industria cinematografica, anche se non sempre in qualità di regista, come avrebbe preferito.
Nella primavera del 1915 è stato assegnato al posto di capo della produzione e regista da Nils Bouveng, il direttore della Hasselblads Fotografiska Aktiebolag a Göteborg, dove è giunto a giugno dello stesso anno. Nei due anni in cui è stato attivo alla Hasselblad, af Klercker ha realizzato 25 film, in gran parte commedie e film sentimentali, caratterizzati da un uso avanzato dell'immagine e della luce. L'anno successivo Klercker è tornato al teatro, con ruoli a Stoccolma o in tournée, con Selma, in patria e in Finlandia. Dopo il trasferimento del figlio in America, e la morte di Selma, nel 1923 si è stabilito a Malmö proseguendo la sua carriera di attore, alternandola con la direzione di un hotel di montagna ad Åre.
Nel 1926 af Klercker ha fondato la sezione di Malmö della Teaterorden TSO, un'associazione di attori ed ex-attori svedesi, tuttora attiva.
Durante la seconda guerra mondiale af Klercker è stato richiamato sotto le armi come ufficiale della riserva.

## Vita privata
Ernst Georg era figlio del maggiore Ernst Fredrik af Klercker e della friherrinna Charlotta Wilhelmina, nata Bennet, ed era fratello del medico e professore Kjell-Otto af Klercker e del diplomatico Fredrik af Klercker.
Klercker ha terminato le scuole superiori nel 1897 a Lund e si è diplomato alla Scuola ufficiali del corpo di fanteria "Svea livgarde" nel 1900, conseguendo il grado di tenente nel 1903, ed infine quello di capitano nel 1943.
Nel 1905 ha avuto un figlio, Erik, da Tyra Zelina Sundqvist, una donna di un ambiente sociale considerato "inadeguato" con la quale aveva un rapporto temporaneo: i due si sono sposati per far sì che il figlio non fosse illegittimo, per poi separarsi nel 1909, dopo di che Klercker si è occupato in prima persona di Erik. Ciò che veniva, ai tempi, considerato uno scandalo impediva il proseguimento della carriera militare, dalla quale Klercker si è congedato nel 1907 per dedicarsi in seguito al teatro e diventare attore.
Georg af Klercker ha sposato in seconde nozze nel 1911 l'attrice finlandese Selma Wiklund, alla quale è stato legato fino alla morte di lei (1923).
Nel 1930, af Klercker si è unito in matrimonio a Vera Boman (1904-1993).
Georg af Klercker è sepolto al cimitero Gamla Kyrkogården di Malmö.

## Filmografia

### Regista
- Två bröder (1912)
- Dödsritten under cirkuskupolen, cortometraggio, anche attore (1912)
- Jupiter på jorden, anche sceneggiatore (1912)
- Musikens makt, anche attore e sceneggiatore (1912)
- Ringvall på äventyr, anche sceneggiatore (1913)
- Skandalen, anche attore e sceneggiatore (1913)
- Med vapen i hand, anche attore e sceneggiatore (1913)
- För fäderneslandet (titolo francese: L'Espion d' Œsterland), co-regia di Ragnars Ring, anche attore e sceneggiatore (1914)
- I kronans kläder (1915)
- Rosen på Tistelön, anche sceneggiatore (1915)
- Vägen utför, anche sceneggiatore (1916)
- Kärleken segrar, anche sceneggiatore (1916)
- Mysteriet natten till den 25:e (1916)
- Ur en foxterriers dagbok (1916)
- Trägen vinner eller Calle som skådespelare, anche sceneggiatore (1916)
- Svärmor på vift eller Förbjudna vägar, anche sceneggiatore (1916)
- Calle som miljonär, anche sceneggiatore (1916)
- Calles nya kläder, cortometraggio, anche sceneggiatore (1916)
- Bengts nya kärlek eller Var är barnet? (1916)
- Aktiebolaget Hälsans gåva (1916)
- Ministerpresidenten, anche sceneggiatore (1916)
- Fången på Karlstens fästning, anche sceneggiatore (1916)
- Nattens barn, anche sceneggiatore (1916)
- Högsta vinsten, anche attore (1916)
- I minnenas band, anche attore (1916)
- De pigorna, de pigorna! (1916)
- Löjtnant Galenpanna (1917)
- Revelj (1917)
- Brottmålsdomaren (1917)
- För hem och härd, anche attore e sceneggiatore (1917)
- Förstadsprästen (1917)
- Mellan liv och död, anche sceneggiatore (1917)
- Ett konstnärsöde (1917)
- I mörkrets bojor, anche sceneggiatore (1917)
- Fyrvaktarens dotter (1918)
- Nattliga toner, anche sceneggiatore (1918)
- Nobelpristagaren (1918)
- Flickorna på Solvik (1926)

### Attore in film altrui
- I lifvets vår (a volte conosciuto anche col titolo italiano La primavera della vita[7]), regia di Paul Garbagni (1912)
- När kärleken dödar, regia di Mauritz Stiller (1913)
- Vem dömer, regia di Victor Sjöström (1922)
- Tre Lejon, regia di Carl Barcklind (1925)
- Bröderna Östermans huskors, regia di William Larsson (1925)
- Hotell Paradisets hemlighet, regia di George Snéevoigt (1931)
- Söder om landsvägen, regia di Gideon Wahlberg (1936)
- Svensson ordnar allt!, regia di Theodor Berthels (1938)

## Riconoscimenti
Nel 1991 è stato assegnato, postumo, a Georg af Klercker il Premio Ingmar Bergman, come miglior regista.

## Influenza culturale
Diversi film di Georg af Klercker sono stati presentati, in epoca recente, in svariate retrospettive di importantii rassegne cinematografiche, come il Göteborg Film Festival del 1985, le Giornate del cinema muto di Pordenone del 1986, la retrospettiva organizzata dal MoMA di New York nel 1991, il festival "Il cinema ritrovato", organizzato dalla Cineteca di Bologna nel 1991, e la 50ª Mostra internazionale d'arte cinematografica di Venezia del 1993.
Nell'ambito della cinematografia svedese si riconosce un genere di film denominato "kavalkade", che consiste in raccolte di spezzoni di film antecedenti, storicamente importanti. Alcuni esempi del genere, che includono scene dei film di af Klercker, sono, ad esempio: il mediometraggio Från spex til sex, del 1971, di Gardar Sahlberg, che riporta estratti da Fången på Karlstens fästning, e Minns Ni?, del 1993, di Leif Furhammar, con scene da Nattens barn.
Fra gli altri, anche Ingmar Bergman riconosceva in Georg af Klercker uno dei primi maestri del cinema svedese. Lo stesso Bergman ha realizzato su di lui un film TV, Sista Skriket (1995).